# Renier de Saint-Laurent
Reiner o Renier de Saint-Laurent de Lieja o, en latín, Reinerus Sancti Laurentii Leodiensis (¿? - 1188) fue un monje benedictino belga del siglo XII, escritor en lengua latina de obras teológicas, exegéticas, polémicas, históricas, biográficas y hagiográficas.

## Biografía
Fue monje en la abadía de Saint-Laurent, en Lieja; allí recibió las enseñanzas de los monjes Jean y Nizon. Se le leían, en su juventud, la comedias de Terencio, que estimaba poco propicias para la formación del espíritu religioso. Cita alguna vez a Virgilio y más a menudo a Horacio. Conocía también a Plinio, Macrobio y a otros escritores de la antigüedad clásica. Fue un escritor fecundo, y sus obras se pueden encontrar en la Patrología Latina de Migne (vol. CCIV) y en los Monumenta Germaniae Historica Scriptores (vol. XX).
Escribió un Bulonicum Triumphale, crónica que conmemora el cerco en 1141 del castillo de Bouillon por Alberón II, príncipe-obispo de Lieja. Sus fuentes son bastante veraces, porque se funda en relatos de testigos oculares. También figura entre sus obras una Vita Evracli, una Vita Wolbodonis y una Vita Reginardi, tres obispos que se ocuparon especialmente de la abadía de Saint-Laurent. Pero la más popular es su De gestis abbatum Sancti Laurentii, titulado también De ineptiis cuiusdam idiotae o De claribus scriptoribus monasterii sui, que comprende tres libros y es única fuente para conocer los trabajos intelectuales y culturales que se llevaron a cabo en su monasterio. El primer libro trata sobre los abades del monasterio y los escritores del mismo. El segundo, sobre él mismo y sus propias obras. El tercero contiene solo consideraciones místicas diversas. La obra fue compuesta después de 1153. La obra fue proseguida por autores anónimos. De adventu reliquiarum Sacti Laurentii es una versificación sobre la narración que de la traslación de las reliquias de San Lorenzo escribió en prosa un monje del convento llamado Louis. La traducción es parafrástica y fue compuesta antes de 1153. Otras obras poseen menor interés.